# 北斗の拳2 乱世覇王伝 天覇の章
『北斗の拳2 乱世覇王伝 天覇の章』（ほくとのけん2 らんせはおうでん てんはのしょう）は、2007年にサミーから発売された5号機のパチスロ機。保通協における型式名は「北斗の拳2G」。販売台数は2007年9月末現在で約116,000台。
2008年3月に発売された、マイナーチェンジ版である『北斗の拳2 Next zone 闘』と『北斗の拳2 Next zone 将』についても本項目で説明する。なお『Next zone』シリーズの販売台数は2008年6月末時点で約26,000台（『闘』『将』の内訳は明らかにされていない）。

## 概要
4号機として大ヒットした『北斗の拳』・『北斗の拳SE』の5号機としての後継機。シリーズとしては3世代目に当たる。
筺体は「ドーナツビジョン」で液晶には最新高性能（メーカー発表）のグラフィックチップを使用し、前2作を遥かに凌駕する映像美（メーカー発表）となっている。全体を通してアニメの名場面（メーカー発表）がカットイン演出などで使用されている。

### 主役の交代
前2作との大きな変更点として、主役がケンシロウからラオウに変わった。つまり、前2作でのラオウの役割をケンシロウが演じることになる。また前2作のシン・サウザー・ジャギ・アミバに変わる新キャラクターとして南斗五車星を採用。それぞれ小役演出やラオウの相手として出現する。連続演出への導入部やボーナス確定演出としてアニメの名場面（メーカー発表）を採用している。

### 通常時
通常時はボーナス後の覇王モード選択率に影響するLOW・MIDDLE・HIGHの3段階の状態を変移している。その状態は荒野・廃墟・渓谷の3つのステージによって示唆されている。

### 小役（重複当選）
5号機としての特徴である小役とボーナスの重複当選はすべての小役に設定されているが、可能性の最も高いのが左赤7、黒北斗、白ユリア絵柄+黒チェリー・黒チェリーの1枚役。次いでスイカ、角チェリーとなるが、スイカは1枚役と重複する場合があり（小役の重複当選。普通に狙えばスイカが揃うため、見極めは困難。ただし、順押しでの揃うラインにより、確実ではないもののある程度判別できる）、その時は上記小役の期待度を凌ぐ。赤・黒共通チェリーの場合は中段に止まり（下段及び枠下にチェリーを目押しすると角に止まる）ボーナス確定となる（「北斗シリーズ」の中段チェリーの継承）。覇王モードではチャンスタイム以外でチェリーが告知されないのにチェリーが出現した場合が共通チェリーとなり（ボーナスと重複当選した角チェリー、ボーナス成立後の角チェリーの場合もある）、このときもボーナス確定でRTは表示が出るまでの間継続する。
重複当選の確率についてはリプレイを除いて設定差がある。
共通チェリーとベルの出現率に設定差が設けられている。このことにより、高設定ほど1000円あたりのゲーム数を稼げる。特にRT時にコイン持ちがよくなる。

### ボーナス
ボーナスは黒北斗3つ揃い、赤7揃い、赤7・赤7・黒のビッグと黒・黒・赤7のミドルがあり、ビッグは純増枚数3枚がけ約225枚、ミドルは2枚がけ約104枚である。覇王モードの継続率は50・60・70・80・90・95%の5段階で、北斗（80%以上確定）>赤7＝赤赤黒>ミドルの順に高い率が選択される確率が高いものの、初当たりミドルボーナス時は60%継続が選択されることはない等、北斗揃い以外ではヒキ次第の部分が強い。
ボーナスが始まるときに前2作のケンシロウ同様、今度はラオウがオーラに包まれるが、このオーラの色も覇王モードの継続率を示唆する。色は前作同様の白から虹に加えて最高は黒（90%以上確定）になっている。覇王モードの継続率はボーナス開始時と終了時に抽選して選択される。終了時の選択にはミニゲームのスコアがカギとなり10000Pを超えた場合には覇王モード70%以上が確定する。RT中のボーナス当選を含み全ての選択時には従前の継続率より低い率が選ばれることはない。
ビッグの場合通常の画面に代わってアニメの場面が流れる場合があり継続率80%以上が決まる。この時にはミニゲームは行われない。
また、ボーナス時は押し順ナビがある場合にそれに従う。スイカ成立時に告知音がある。そして、チェリー成立はほとんどが共通チェリーでねらう必要はないが、約35000分の1で単独チェリーが成立し、このときは「チャーンス!」という告知音がある。赤or黒の2択に正解するとVフラッシュとともに継続率が95%に昇格する。

### 覇王モード（リプレイタイム）
ストックが禁止された5号機では不可能と思われた「バトルボーナス」を「覇王モード」と呼ばれるRTで再現している。覇王モード（最大500G）の継続のカギを握るのが赤及び黒チェリーで、「リプパンはずし」が必須となる。RT中はラオウが黒王号に乗って前進する。五車星軍の色や数などで小役演出が行われるが、この時に左リール窓枠部分が黒色か赤色に染まり、赤色ではリンが「ねらって!」黒色ではバットが「ねらえ!」と発声することでチェリーの色（実際は黒なら赤、赤なら黒がRTがパンクするチェリー）が告知される（液晶の演出とは別に行われる）。その時に指定された色のボーナス絵柄をねらうことでチェリーが出現することを回避できる。チャンスタイム中（ラオウは黒王号から下馬している）はこのチェリーの色が告知されない。チャンスタイム・ラオウステージ・死闘演出を含めて覇王モードとなっている。覇王モード中はリプレイタイムではあるものの、リプレイ確率がそれほど上がらないため、コインは増えることがなく少しずつ減っていく。ただし設定が高いほど（ベル出現率が高くなるため）コイン持ちは良くなる。
流れはボーナス→ラオウステージ→死闘演出→ラオウステージ継続orチャンスタイム→チェリー出現（RT終了）orラオウステージ再突入となる。そしてそのどの局面でもボーナスに当選することがあり、その際には継続率が格上げされる可能性が高い。
ラオウステージ1つのゲーム数は20の倍数で100Gまでとなっていて、継続かどうかがわかるのはその手前で8G行われる（例えば20Gなら12G）死闘演出の勝敗如何である。
12・32・52・72・92の各ゲーム数で人影が現れ、通常はケンシロウが現れ死闘演出にはいる。トキが現れた場合も死闘演出にはいるがラオウの勝利が確定する（後述）。ケンシロウ、トキ以外のリン、バット及び五車星軍が出現した場合は死闘演出には入らず、次の区切りのゲーム数まで演出が続行する。その繰り返しで最大500Gの継続となる。そして途中でボーナスに当選すればボーナス消化後に新たに覇王モードが始まる（ただし画面に表示される覇王モードのゲーム数のカウントは継続される）。ラオウステージの継続抽選は、死闘演出突入の前ゲーム（ゲーム数が20の場合は11G目）の第3ボタンを離した時に行なわれる。
なお、12・32・52・72・92のゲーム数以外でケンシロウやトキが現れた場合はボーナスが確定する。ちなみに、死闘演出中にボーナスを引くと、演出終了時に「BONUS+1」と表示され、前2作のボーナス確定音のアレンジが流れる。
今作ではバットやリンはラオウステージでの出現となる。
死闘演出ではラオウとケンシロウの闘いのみ、継続が確定しない。ラオウが攻撃すればラオウステージが継続、ケンシロウが勝ちラオウが復活しなければチャンスタイムに移行する。つまり、ラオウのパンチやキックはそれが出される時点ですでにラオウステージの継続は確定しているのだが、その際のパンチやキックの技が継続率を示唆することがある。前2作で散々辛い目に遭ってきた剛掌波は高い継続率が選択されていることを示唆する。またラオウの攻撃にキックより上の攻撃の北斗百裂拳と、剛掌波を超える天将奔烈が追加され、天将奔烈は90%以上の継続率の場合やボーナス当選後に出現の可能性がある。
ラオウ攻撃時の期待度は、パンチ<キック<北斗百裂拳<北斗剛掌波<天将奔烈となっており、キック以上の攻撃がケンシロウに命中した時点で継続率60%以上滞在が確定する。
キック（継続率60%以上確定）・北斗百裂拳（同70%以上確定）・北斗剛掌波（同80%以上確定）・天将奔烈（同90%以上確定）
前2作とはバトル時の青オーラと赤オーラの立場も逆転している。赤オーラならラオウの攻撃が確定するのでラオウステージの継続が確定する。青オーラの場合はケンシロウが攻撃をする。
なお、死闘演出時にもチェリーは告知され、演出に気を取られてうっかりチェリーを入賞させるとその時点で覇王モードが終了してしまう。チャンスタイム中、前々作のバトルボーナス時のように押し順が表示された時もチェリーが告知されていたら左リールでチェリーをはずす必要がある。押し順が表示されてチェリー告知がなければその時点で覇王モード再突入またはボーナスが確定（押し順に従う必要はない）する。
トキの出現は継続もしくはボーナス確定となり、継続の場合は死闘演出中にアニメのラオウとの最後の闘いの場面が展開される。
覇王モード中はリプレイとベル時以外は必ず五車星軍・リン・バットが出現する。演出なしでリプレイ・ベル以外が出現した場合はほぼボーナスとの重複当選となる。
チャンスタイム中は原則的にリプレイ以外の小役は必ず告知される。チェリーの場合は五車星軍に?マークが表示される。1枚役やスイカ及びチェリー回避時にラオウモードの再突入抽選が行われる。特にチェリー回避時は50%の割合で再突入、スイカと1枚役重複当選時には必ず再突入する（チャンスタイムから再突入時の継続率は50・60・70%の中から選ばれるため、継続率が実質格下げとなるケースも多い）。また、チェリー告知がされた場合、順押しナビなら再突入、変則ナビならボーナスとなる。
前2作同様、覇王モードが継続するゲーム数によってBGM（「愛をとりもどせ!!」「TOUGH BOY」「SILENT SURVIVOR」「ユリア…永遠に」）が変化することもある。また、ラオウの昇天演出（RT40連以上でRT継続抽選にハズレた時に発生）も採用されている。

### 各種演出
前作までのラオウと同様にケンシロウやトキは通常時での出現＝ボーナス確定となっている。
また、従来のサミー系の確定演出（空飛ぶ円盤・エイリやん・ドットのダナゾなど）も採用されている。
海のリハク
南斗の都にいる。「南斗最後の将」演出に該当。小役演出セリフによって行われる「風が（雲が、山が、海が、炎が）動いたか」・「五車の星よ集え!」・「ユリア様はこの南斗になくてはならぬ星」・「開けゴマ（確定）」。また、リハクが右腕でエイリヤンを抱えていたらボーナス確定。リハクはラオウとのバトルを行わず、発展するとラオウが現れ、ラオウの足元の床が抜けて奈落に落ちたり、南斗最後の将（ユリア）に会うために五車星兵の妨害を蹴散らして黒王と螺旋階段を上がるなど前2作の「南斗最後の将」演出を踏襲している。最終的にユリアに会えるとケンシロウが現れボーナスが確定する。なお、「〜が動いたか」のセリフ時にリプレイ・ベル以外が成立し、連続演出発展しなければボーナスの期待度がアップする。
ユリアのタッチは前作までの物とは大分異なっている。
風のヒューイ
前2作のアミバに該当。小役演出は乗っているバイクの色。バイクにカウルがついていれば期待度アップ。出現しても「この風も動かねばなるまい」と言って走り去るだけでなかなかバトルには発展しないが、バトルに発展すればボーナス確定である。「拳王、どこだ」・「風が熱いな」というセリフがあるが、最後のセリフは連続演出発展が確定＝ボーナス確定である。連続演出は必ず2ゲームで完結し、ラオウに一撃で撃退される。
炎のシュレン
前2作のジャギに該当。小役演出は拳王軍を倒す手先の炎の色。拳王軍の後にラオウが現れるとバトルへ。原作と同様にラオウを火攻めにする。シュレンが炎に包まれ、倒されるとボーナス確定。ヒューイに次ぐ信頼度となる。2ターン目でバトルが終了しない時点でボーナスがほぼ確定する。
雲のジュウザ
サウザーに該当。流れる雲や空に現れる星などが小役を表す。基本的に北斗七星や五車星以外のものが現れるとアツい。また、この演出でジャギやマミヤ等が空に現れることもある。アニメなどと同様にラオウと闘い、黒王号をラオウから奪って逃走する。ラオウがジュウザを倒せば（ラオウの耳元で「拳王のク・ソ・バ・カ・ヤ・ロ・ウ」とつぶやく）ボーナス確定。
山のフドウ
シンに該当。追いかけるニワトリの色が小役を示唆（金色のニワトリ出現時は激アツ）。フドウとのバトルが最も頻繁に行われ最も難敵であり、ラオウが後ずさりをするのがほとんど。
それぞれの演出には復活演出もあり、復活=ボーナス確定である。また、いずれの演出も発展の際にアニメの予告編がカットインすると信頼度が上がる。予告編には北斗兄弟編やリュウガ、ファルコといったキャラのパターンもあり、いずれもボーナス確定。

## 北斗の拳2 Next zone 闘
『北斗の拳2』のマイナーチェンジ版である『北斗の拳2 Next zone 闘』が2008年1月に発表され、3月より販売を開始した。保通協における型式名は「北斗の拳2NE」。演出等の主な部分は前作をほぼ継承するが、RT中のリプレイ確率を引き上げて微増タイプに変更されるなど出玉を高めたタイプへと変化している。

### 主な変更点
- ビッグ・ミドルボーナスの確率が減少した。（設定1の場合のビッグ確率は1/407、ミドル確率は1/799）
- RT中のリプレイ確率が高くなり、ベルの払い出しが9枚から13枚に増加したことで、RTがコイン微増タイプとなった。
- ボーナスおよびRT中に、これまでに獲得したコインの合計値が表示されるようになった。
- ボーナス後のRT最大ゲーム数が500Gから3000Gとなった。
- BIGボーナスの獲得枚数が約220枚から260枚に増えた。
- チャンスタイムからの覇王モードへの復活確率が低くなった。また、RT中のボーナスによる継続率アップの確率も減少した。

## 北斗の拳2 Next zone 将
『北斗の拳2 Next zone 闘』と共に発表され販売された。保通協における型式名は「北斗の拳2ZS」。「慈愛仕様」というキャッチコピーを掲げており、ビッグ/ミドルボーナスの合成確率は設定1でも1/187と甘めのスペックとなっている。そのかわり、ボーナス後にRTに突入するのが「北斗の拳」絵柄3つ揃いのビッグボーナスのみとなったため、実質ボーナスの連チャンのみでコインを増やしていくゲーム性に変わっている。通常時は3枚がけ、ボーナスゲーム中は2枚がけでプレイする。
一部の演出の変更が行われているほか、「覇王モード」を搭載しなくなったためビッグボーナス中のミニゲームが廃止され、ボーナス中の液晶演出が変更された。また、初代『北斗の拳』をベースとしたリール配列や、出目の熱さが特徴。
ビッグボーナスは絵柄の組み合わせが4種類あり、いずれも345枚を超える払い出しで終了する（純増枚数は約312枚）。また、ミドルボーナスは絵柄の組み合わせが2種類あり、いずれも105枚を超える払い出しで終了する（純増枚数は約104枚）。ミドルボーナスでは、ボーナスゲーム中にスイカを1回だけ揃えることで獲得枚数を増やすことが可能である。
RTについては、前述の通り「北斗の拳」絵柄3つ揃いによるビッグボーナス時は、次回ボーナスまで継続するRTに突入する。また、前回ビッグボーナスから999ゲーム、またはミドルボーナスから666ゲームハマった場合に突入する天井RTも、次回ボーナスまで継続する。他の同系列2機種とは違い、パンク回避のためのチェリーはずしの必要はない。
設定6における110%を超える機械割やボーナス確率が高いことなどの比較的安定したスペックが功を奏し、3タイプの中では高い人気を得ており設置台数は2008年7月時点で少しずつではあるが増加傾向にある。
2008年7月8日に、新パネル「ユリア南斗五車星パネル」がリリースされた。

## ゲームソフトなど
- オンラインゲームサイト『777town.net』にてプレイが可能である。
- 携帯サイト『サミー777タウン』にてプレイが可能である。
- 2007年10月11日にPS2用ソフト『実戦パチスロ必勝法! 北斗の拳2 乱世覇王伝 天覇の章』が発売された。